# Gottberg (Seehausen)
Gottberg ist ein Wohnplatz im Ortsteil Geestgottberg der Hansestadt Seehausen (Altmark) im Landkreis Stendal in Sachsen-Anhalt.

## Geographie
Die frühere Gutssiedlung liegt etwas westlich des Reihendorfes Geestgottberg und 5 Kilometer südlich von Wittenberge zwischen den Flüssen Elbe und Aland im äußersten Norden der Altmark.
Nachbarorte sind Braves Land, Märsche und Wittenberge im Norden, Eickhof und Hohe Geest im Osten.

## Geschichte
1246 wurde ein Bolde de Gotberge in Wittenberge als Zeuge genannt. Gottberg wurde 1305 als Dorf Gotberg erstmals erwähnt. Gottberg könnte nach einer Familie gleichen Namens benannt sein oder umgekehrt. 
1608 gab es einen Hof zum Gottberg im Beritt Seehausen. 1745 war es ein adliger Rittersitz. 1801 lebten im adligen Gut Gottberg 6 Büdner und ein Fischer. Das Gut gehörte zu Geestgottberg. 1820 wird es als südlich mit dem Dorf Geestgottberg zusammenhängend beschrieben. Später wird es Rittergut Gottberg bezeichnet. Das Gut war jedoch nie ein eigenständiger Gutsbezirk. Im Jahre 1922 gehörte das Gut Edmund Rackwitz und umfasste 158 Hektar.
Als weitere Eigentümer bekannt sind: 1856 Krüger, vor 1872 Heinemann, vor 1880 bis nach 1891 Krüger, um 1899 Fitting, vor 1907 bis nach 1928 Dittmer, bis 1945 Hantge.
Bei der Bodenreform 1945 war das Rittergut Gottberg mit 138 Hektar Fläche enteignet worden.
Das Gutshaus ist zwischen Ende der 1960er und Anfang der 1970er Jahre abgerissen worden.

### Einwohnerentwicklung
| Jahr | Einwohner |
| ---- | --------- |
| 1798 | 33        |
| 1801 | 41        |
| 1818 | 26        |
| 1840 | 19        |
| 1871 | 17        |
| 1885 | 32        |
| 1895 | 40        |
| 1905 | 29        |

## Religion
Die evangelischen Christen aus Gottberg gehörten zu Kirchengemeinde Eickerhöfe, die früher zur Pfarrei Wahrenberg gehörte. Sie werden heute vom Kirchengemeindeverband Beuster-Aland im Pfarrbereich Beuster des Kirchenkreises Stendal im Bischofssprengel Magdeburg der Evangelischen Kirche in Mitteldeutschland betreut.